# Coussarea macrophylla
Coussarea macrophylla är en måreväxtart som först beskrevs av Carl Friedrich Philipp von Martius, och fick sitt nu gällande namn av Johannes Müller Argoviensis. Coussarea macrophylla ingår i släktet Coussarea och familjen måreväxter. Inga underarter finns listade i Catalogue of Life.